# Seznam kanadskih matematikov
Seznam kanadskih matematikov.

## A
- Raymond Clare Archibald (1875 – 1955)

## B
- John Adrian Bondy (1944 – )

## C
- Donald Coexter (1907 – 2003) (britansko-kanadski)
- Václav Chvátal (1946 – ) (češko-kanadski)

## E
- Jack Edmonds (1934 – ) (ameriško-kanadski)

## F
- Joel Feldman (1949 –)
- John Charles Fields (1863 – 1932) (Fieldsova medalja)
- John Benjamin Friedlander (1941 –)

## G
- Richard Kenneth Guy (1916 – 2020) (angleško-kanadski)

## H
- Israel Halperin (1911 – 2007)
- Ross Honsberger (1929 – 2016)

## I
- Kenneth Eugene Iverson (1920 – 2004)

## J
- Lisa Jeffrey (1965 –)
- Norman Johnson (1930 – 2017) (ameriško-kanadski)

## K
- Niky Kamran (1959 –)
- Yael Karshon (1964 –)

## L
- Robert Langlands (1936 –)

## M
- Jerrold Eldon Marsden (1942 – 2010)
- Leo Moser (1921 – 1970) (avstrijsko-kanadski)
- Daniel Murray (1862 – 1934)

## N
- Alexander Nabutovsky
- Louis Nirenberg (1925 – 2020) (kanadsko-ameriški)
- Ivan Morton Niven (1915 – 1999) (kanadsko-ameriški)

## O
- David Orrell (1962 –)

## P
- Simon Plouffe (1956 –)

## R
- Ronald Cedric Read (1924 – 2019)
- Paulo Ribenboim (1928 –) (brazilsko-kanadski)
- Gilbert de Beauregard Robinson (1906 – 1992)

## S
- Hans Schwerdtfeger (1902 – 1990) (nemško-kanadsko-avstralski)
- Gordon Slade (1955 –)
- Cathleen Synge Morawetz (1923 – 2017) (kanadsko-ameriški)

## T
- Albert William Tucker (1905 – 1995)
- William Thomas Tutte (1917 – 2002)

## V
- Ravi D. Vakil (kanadsko-ameriški)

## W
- Walter Whiteley
- Sue Whitesides